# Eleccions legislatives moldaves de 1994
Les eleccions legislatives moldaves de 1994 se celebraren el 27 de febrer de 1994 per a escollir per primer cop els 101 diputats del Parlament de Moldàvia després de la proclamació d'independència de la República de Moldàvia el 1991. El partit més votat fou el Partit Democràtic Agrari de Moldàvia, i el seu cap Andrei Sangheli fou nomenat primer ministre de Moldàvia. Aquest parlament aprovaria la primera constitució de Moldàvia, actualment vigent.

## Resultats electorals
Resultats de les eleccions al Parlament de la República de Moldàvia de 22 de febrer de 1994.
| Partits i coalicions                                                 | Partits i coalicions                                          | Vots      | %    | Escons |
| -------------------------------------------------------------------- | ------------------------------------------------------------- | --------- | ---- | ------ |
|                                                                      | Partit Democràtic Agrari (PDAM)                               | 766.589   | 43,2 | 56     |
|                                                                      | Partit Socialista i Moviment Unitat (PSMUE)                   | 390.584   | 22,0 | 28     |
|                                                                      | Bloc de Camperols i Intel·lectuals (BTI)                      | 163.513   | 9,2  | 11     |
|                                                                      | Front Popular Democristià (FPCD)                              | 133.606   | 7,5  | 9      |
|                                                                      | Bloc Socialdemòcrata (PSDM)                                   | 65.028    | 3,7  | —      |
|                                                                      | Associació de Dones (AF)                                      | 50.243    | 2,8  | -      |
|                                                                      | Partit Demòcrata del Treball (PDM)                            | 49.210    | 2,8  | —      |
|                                                                      | Partit de la Reforma                                          | 41.980    | 2,4  | —      |
|                                                                      | Partit Democràtic de Moldàvia                                 | 23.368    | 1,32 | —      |
|                                                                      | Associació de Víctimes del Règim Totalitari Comunista (AVRTC) | 16.672    | 0,94 | —      |
|                                                                      | Partit Republicà                                              | 16.529    | 0,93 | —      |
|                                                                      | Partit Ecologista-Aliança Verda                               | 7.035     | 0,4  | —      |
|                                                                      | Partit Nacional Cristià (PNC)                                 | 5.878     | 0,33 | —      |
|                                                                      | Independents                                                  | 45.152    | 2,54 | —      |
|                                                                      | Total                                                         | 1,869.090 | 100% | 101    |
|                                                                      | Vots no vàlids                                                |           |      |        |
|                                                                      | Total (participació 79,31%)                                   | 1.775.377 |      |        |
| Font:Arxiu universitat d'Essex Arxivat 2007-07-27 a Wayback Machine. |                                                               |           |      |        |